# Ceratobregma helenae
Ceratobregma helenae är en fiskart som beskrevs av Holleman, 1987. Ceratobregma helenae ingår i släktet Ceratobregma och familjen Tripterygiidae. Inga underarter finns listade i Catalogue of Life.